# گوین اوکانر
گاوین اوکانر (انگلیسی: Gavin O'Connor) (زاده ۲۴ دسامبر ۱۹۶۳) کارگردان، فیلمنامه‌نویس، تهیه‌کننده، فیلمنامه‌نویس و بازیگر آمریکایی است. او بیشتر برای کارگردانی فیلم‌های معجزه (۲۰۰۴)، مبارز (۲۰۱۱)، حسابدار (۲۰۱۶) و راه بازگشت (۲۰۲۰) شناخته شده است.
اوکانر در ۲۲ ژوئن ۲۰۱۳ با بازیگر بروک برنز ازدواج کرد. او قبلاً با آنجلا شلتون ازدواج کرده بود.

## فیلم‌شناسی
- شرط‌بندی (۱۹۹۲) - نویسنده (فیلم‌کوتاه)
- خلسه دلپذیر (۱۹۹۵) - نویسنده، کارگردان و تهیه‌کننده
- رها چون باد (۱۹۹۹) - نویسنده و کارگردان
- خانه شیشه‌ای (۲۰۰۱) - بازیگر
- قانون شکار (۲۰۰۲) - تهیه‌کننده
- معجزه (۲۰۰۴) - کارگردان
- غرور و افتخار (۲۰۰۸) - نویسنده و کارگردان
- مبارز (۲۰۱۱) - نویسنده، کارگردان و تهیه‌کننده
- جین دست به اسلحه می‌برد (۲۰۱۵)- کارگردان
- حسابدار (۲۰۱۶) - کارگردان و مدیرتولید
- راه بازگشت (۲۰۲۰) - کارگردان و تهیه‌کننده
- حسابدار ۲ (۲۰۲۵) - کارگردان و مدیرتولید